# Оберзе (Ланке)
Оберзе (нем. Obersee) — озеро в озёрном крае Вандлицер, образовавшееся в последний ледниковый период из талой воды, расположено в коммуне Вандлиц, в Бранденбурге. На восточном берегу озера находится деревня Ланк, на западном берегу — деревня Юцдорф. У Юцдорфа озеро связано протокой с озером Липницзе, у Ланке — с озером Хелльзе.

## Описание
Озеро расположено в морене Франкфуртской фазы, простирается в направлении с запада на восток и имеет длину в 740 метров, ширину от 120 до 230 метров. Вода в озере прозрачная. Глубина просматривается до двух метров. На глубине в четыре метра почти никто не обитает. Прибрежная зона песчаная. Земельные участки на приозёрной территории густо покрыты кустами и деревьями. Здесь часто встречаются крутые склоны.
Параллельно южному побережью проходит национальная трасса L29. Над восточным краем озера находится мост Оберзебрюкке, по которому проходит федеральная трасса A11.
На северо-западном берегу озера находится официальная зона для купания с пляжным кафе и пристанью. В летний период сюда приезжают многочисленные туристы. В зоне отдыха открыта аренда лодок и байдарок.
Рыбный промысел на озере принадлежит деревне Пренден. Ранее он принадлежал благородному семейству Шпарров и городу Берлин, каждый из которых выдавал рыбакам патент на рыбную ловлю.

### Флора и фауна
В прибрежной зоне озера произрастают почти все местные виды деревьев, таких, как сосна, дуб, береза, бук и ольха. В самом озере растут различные виды тростника и кубышки. По сведениям, полученным от рыболовов, в Оберзе водятся обыкновенный судак, линь, окунь, плотва, попадаются карпы и сомы. По информации от драйверов в озере практически нет рыбы. Но обитают ракообразные, моллюски и стрекозы. Из птиц гнездятся утки, лысухи и серые цапли. Прибрежная зона Оберзе является местом обитания многочисленных амфибий.